# Campionati italiani di triathlon sprint del 2023
I Campionati Italiani di Triathlon Sprint del 2023 sono stati organizzati da Flipper Triathlon in collaborazione con la Federazione Italiana Triathlon e si sono tenuti a Cervia in Emilia-Romagna, in data 30 settembre 2023
Tra gli uomini ha vinto per la terza volta Gianluca Pozzatti (707), mentre la gara femminile è andata per la prima volta a Verena Steinhauser (G.S. FF.OO.).

## Risultati

### Elite uomini
| Pos. | Atleta                             | Società sportiva      | Nuoto   | Ciclismo | Corsa   | Totale  |
| ---- | ---------------------------------- | --------------------- | ------- | -------- | ------- | ------- |
|      | Gianluca Pozzatti                  | 707                   | 0.08.50 | 0.24.28  | 0.14.30 | 0.49.23 |
|      | Nicolo' Strada                     | Carabinieri           | 0.08.53 | 0.24.27  | 0.15.05 | 0.49.59 |
|      | Pietro Giovannini                  | Raschiani Triathlon   | 0.08.49 | 0.24.29  | 0.15.13 | 0.50.08 |
| 4    | Samuele Angelini                   | Fiamme Oro            | 0.08.57 | 0.25.16  | 0.14.29 | 0.50.21 |
| 5    | Volodymyrovych Sergiy Polikarpenko | Carabinieri           | 0.09.08 | 0.25.07  | 0.14.51 | 0.50.43 |
| 6    | Francesco Basilico Di              | Asd Blue Triathlon A  | 0.09.05 | 0.25.10  | 0.14.52 | 0.50.44 |
| 7    | Miguel Larramona Espuna            | CUS Pro Patria Milano | 0.09.04 | 0.25.10  | 0.14.57 | 0.50.49 |
| 8    | Delian Dimko Stateff               | Fiamme Azzurre        | 0.09.05 | 0.25.07  | 0.15.05 | 0.50.59 |
| 9    | Michele Bortolamedi                | K3 Cremona            | 0.09.05 | 0.25.11  | 0.15.11 | 0.51.06 |
| 10   | Davide Ingrilli'                   | 707                   | 0.09.06 | 0.25.10  | 0.15.16 | 0.51.11 |
| 11   | Carlo Matteo Perri                 | Minerva Roma          | 0.09.02 | 0.25.15  | 0.15.16 | 0.51.14 |
| 12   | Kiril Polikarpenko                 | 707                   | 0.09.17 | 0.25.47  | 0.14.41 | 0.51.26 |
| 13   | Franco Pesavento                   | Granbike Triathlon    | 0.09.27 | 0.25.32  | 0.14.47 | 0.51.28 |
| 14   | Edoardo Petroni                    | DDS                   | 0.09.03 | 0.25.11  | 0.15.34 | 0.51.31 |
| 15   | Gregory Barnaby                    | 707                   | 0.09.37 | 0.25.20  | 0.14.53 | 0.51.36 |
| 16   | Giovanni Aruffo                    | Leosport              | 0.08.55 | 0.25.18  | 0.15.45 | 0.51.40 |
| 17   | Bartolomeo Alberto Demarchi        | Cuneo1198 Triteam     | 0.09.30 | 0.25.37  | 0.15.04 | 0.51.46 |
| 18   | Marco Arnaudo                      | Cuneo1198 Triteam     | 0.09.04 | 0.25.11  | 0.15.53 | 0.51.50 |
| 19   | Federico Murero                    | Tri Team Brianza      | 0.09.29 | 0.25.31  | 0.15.29 | 0.52.10 |
| 20   | Alessandro Mellone                 | DDS                   | 0.09.17 | 0.25.45  | 0.15.27 | 0.52.12 |

### Elite donne
| Pos. | Atleta                   | Società sportiva      | Nuoto   | Ciclismo | Corsa   | Totale  |
| ---- | ------------------------ | --------------------- | ------- | -------- | ------- | ------- |
|      | Verena Steinhauser       | Fiamme Oro            | 0.09.37 | 0.27.48  | 0.16.14 | 0.55.39 |
|      | Angelica Prestia         | C.s.esercito          | 0.09.13 | 0.28.12  | 0.16.24 | 0.55.51 |
|      | Maria Carlotta Missaglia | Carabinieri           | 0.09.07 | 0.28.25  | 0.16.33 | 0.55.55 |
| 4    | Beatrice Mallozzi        | Fiamme Azzurre        | 0.09.06 | 0.28.23  | 0.16.34 | 0.56.04 |
| 5    | Alessia Orla             | K3 Cremona            | 0.09.09 | 0.28.13  | 0.17.03 | 0.56.27 |
| 6    | Carlotta Bonacina        | Valdigne Triathlon    | 0.09.11 | 0.28.19  | 0.17.09 | 0.56.37 |
| 7    | Luisa Iogna-prat         | 707                   | 0.09.35 | 0.27.52  | 0.17.09 | 0.56.39 |
| 8    | Asia Mercatelli          | 707                   | 0.09.15 | 0.28.08  | 0.17.14 | 0.56.45 |
| 9    | Giada Stegani            | T.d. Rimini           | 0.09.08 | 0.28.19  | 0.17.26 | 0.56.55 |
| 10   | Alice Alessandri         | T.d. Rimini           | 0.09.30 | 0.27.58  | 0.17.39 | 0.57.02 |
| 11   | Myral Greco              | Fiamme Azzurre        | 0.09.02 | 0.28.26  | 0.17.48 | 0.57.14 |
| 12   | Paola Sacchi             | Raschiani Triathlon   | 0.09.13 | 0.28.08  | 0.17.59 | 0.57.24 |
| 13   | Silvia Visaggi           | Valdigne Triathlon    | 0.09.09 | 0.28.17  | 0.18.02 | 0.57.26 |
| 14   | Sharon Spimi             | Fiamme Oro            | 0.09.23 | 0.28.03  | 0.18.05 | 0.57.28 |
| 15   | Chiara Lobba             | K3 Cremona            | 0.09.49 | 0.29.45  | 0.16.44 | 0.58.17 |
| 16   | Viola Paoletti           | CUS Pro Patria Milano | 0.09.56 | 0.29.32  | 0.16.58 | 0.58.28 |
| 16   | Federica Frigerio        | Venus Triathlon       | 0.10.07 | 0.29.18  | 0.16.54 | 0.58.28 |
| 18   | Giorgia Priarone         | 707                   | 0.10.44 | 0.28.49  | 0.16.56 | 0.58.34 |
| 19   | Letizia Martinelli       | Valdigne Triathlon    | 0.09.55 | 0.29.32  | 0.17.09 | 0.58.38 |
| 20   | Sofia Spreafico          | T.d. Rimini           | 0.09.57 | 0.29.21  | 0.17.12 | 0.58.42 |